# Get Well Soon
Get Well Soon ist ein Musikprojekt des deutschen Sängers, Songschreibers und Multiinstrumentalisten Konstantin Gropper (* 28. September 1982 in Biberach an der Riß).

## Leben
Gropper wuchs in der Illertalgemeinde Erolzheim auf. Der Sohn eines Musiklehrers begann als Sechsjähriger mit dem Cellospiel und ist klassisch ausgebildeter Instrumentalist (Klavier, Cello, Schlagzeug und Gitarre). Als Jugendlicher spielte er in einer Punk- und Grunge-Band namens Your Garden. Er absolvierte sein Abitur am Gymnasium Ochsenhausen. Danach studierte er an der Mannheimer Popakademie, die er mit dem Bachelor of Arts abschloss, sowie Philosophie in Heidelberg. Er zog nach Berlin; heute lebt und arbeitet er wieder in Mannheim.

## Get Well Soon
Konstantin Gropper begann 2003, parallel zu seinem Studium unter dem Künstlernamen Get Well Soon Musik zu schreiben und aufzunehmen. Zunächst produzierte er einige EPs, die er im Eigenvertrieb bei seinen Auftritten verkaufte.
An seinem Debütalbum Rest Now, Weary Head! You Will Get Well Soon arbeitete Gropper drei Jahre im Alleingang. Da er keine Studioaufnahmen finanzieren konnte, produzierte er alle Titel zu Hause in seinem Schlafzimmer. Das Album erschien im Februar 2008 und erntete international positive Kritiken. Es erreichte Platz 28 in Deutschland und im September 2008 auch Platz 92 der französischen Album-Charts.
Im Studio spielte Gropper die meisten Instrumente selbst ein, bei Liveauftritten wird er von Maximilian Schenkel (Gitarre, Trompete, Vibraphon), Timo Kumpf (Bass), seiner Schwester Verena Gropper (Violine, Gesang), Marcus Wuest/Daniel Roos (Akkordeon, Klavier, Gesang, Vibraphon, Glockenspiel) und Paul Kenny (Schlagzeug) unterstützt.
2008 war Gropper mit den Titeln Busy Hope und Good Friday auf dem Soundtrack zum Wim-Wenders-Film Palermo Shooting vertreten.
Das zweite Album Vexations (deutsch: Ärgernisse) nahm Gropper erstmals in einem Tonstudio zusammen mit anderen Musikern auf. Das live eingespielte Album, das laut Gropper ein „Konzeptalbum über Stoizismus“ ist, erschien im Januar 2010 und stieg auf Platz 11 in die deutschen Albumcharts ein. Zur gleichen Zeit begann eine umfangreiche Tournee, die die Band bis Mai 2010 durch das benachbarte europäische Ausland, Großbritannien, Skandinavien und Italien führte.
2011 schrieb Gropper den Soundtrack für die französische Fernsehserie Xanadu,
die in Frankreich und Deutschland auf Arte zu sehen war.
Das dritte Album The Scarlet Beast o’ Seven Heads erschien am 24. August 2012. Kurz vorher wurde das Video zum Track Roland, I Feel You, der dem Regisseur Roland Emmerich gewidmet ist, veröffentlicht.
2013 produzierte Gropper das erfolgreiche Album Hinterland von Casper.
Im September 2014 kündigte Konstantin Gropper neue Musik in Form von drei EPs an. Diese tragen die Titel The Lufthansa Heist, Henry – The Infinite Desire of Heinrich Zeppelin Alfred von Nullmeyer und Greatest Hits und erschienen jeweils am 7., 14. und 21. November 2014. Die erste EP versteht Gropper als eine Hommage an die Musik der späten 1980er und frühen 1990er Jahre, die ihn zum Musikmachen gebracht hat. Die zweite EP widmet er dem Autor Arnold Stadler, von dessen Buch Der Tod und ich, wir zwei er und die gitarrenlosen Lieder beeinflusst sind. Die dritte EP enthält eine Reihe Coversongs unter anderem von George Michael (Careless Whisper), Elton John (Rocket Man), Riz Ortolani (Oh My Love) und The Beach Boys (’Til I Die).
Das vierte Album Love erschien am 29. Januar 2016.
Das fünfte Album The Horror erschien am 8. Juni 2018. Zuvor wurde bereits die Singleauskoppelung Martyrs veröffentlicht. Zusätzlich zu dem Album wurde eine Webserie produziert, die kostenlos verfügbar gemacht wurde. Die Serie wurde von der Bildundtonfabrik produziert und besteht aus drei Folgen, die jeweils mit der Musik des Albums unterlegt sind. Das Album wurde im deutschsprachigen Feuilleton sehr positiv aufgenommen. So schrieb etwa Spiegel Online, es handle sich um „ein ambitioniertes Werk, das in der jüngeren deutschen Musik seinesgleichen sucht“.
Am 25. März 2022 erschien das Album Amen. Auf dem Album präsentiere sich Gropper, so der Musikredakteur Karl Fluch, „euphorisch, was sich in hymnischen Uptempo-Songs niederschlägt, die bei den Pulp der mittleren 1990er zur Schule gegangen sein dürften.“

## Diskografie

### Alben
- 2008: Rest Now, Weary Head! You Will Get Well Soon (CD, LP bzw. „Limited Edition“ CD mit „Songs Against the Glaciation“-EP & 4 Videos als Bonus) (City Slang)
- 2010: Vexations (City Slang VÖ: 22. Januar 2010) (CD, LP bzw. „Limited Edition“ CD mit 8-Track – Bonus-CD)
- 2011: Xanadu – An Original Soundtrack by Get Well Soon (vö: 16. Dezember 2011) (Limited Edition CD – 1000 Stück)
- 2012: The Scarlet Beast o’ Seven Heads (vö: August 2012) (CD, Limited Edition CD mit Bonus-EP oder 2LP)
- 2016: Love (vö: 29. Januar 2016) (CD, Limited Edition CD mit Bonus-EP oder 2LP)
- 2018: The Horror (vö: 8. Juni 2018)
- 2022: Amen (vö: 25. März 2022)

### EPs
- A Secret Cave, a Swan (2005)
- My Tiny Christmas Tragedy (2005)
- Glaciers, Kisses, Apples, Nuts (2006)
- All That Keeps Us from Giving In (2007)
- All That Keeps Us from Giving In (4-Track – Remix-EP) (2007)
- Four Songs (Promo-EP) (2008)
- Songs Against the Glaciation (2008)
- Listen! Those Lost at Sea Sing a Song on Christmas Day (4-Track-CD-R) (Nude Records 2008)
- Get Well Soon and the Grand Ensemble. Live at the Konzerthaus Dortmund (Download-EP) (2010)
- The Lufthansa Heist (2014)
- Henry – The Infinite Desire of Heinrich Zeppelin Alfred von Nullmeyer (2014)
- Greatest Hits (2014)
- Born With Too Much Love (2016)

### Singles
- If This Hat Is Missing I Have Gone Hunting (City Slang 2008)
- Witches! Witches! Rest Now in the Fire (City Slang 2008)
- Listen! Those Lost at Sea Sing a Song on Christmas Day (City Slang 2008)
- Angry Young Man (Ltd. Edition 7″ Vinyl) (2010)
- You Cannot Cast Out the Demons (You Might as Well Dance) (Ltd. Edition 7″ Split Vinyl mit Dear Reader) (2012)
- Roland, I Feel You (Download-Single) (2012)
- It's Love (2015)
- Too Much Love (2016)
- Martyrs (2018)
- The Horror (2018)

### Kompilationsbeiträge
- „If This Hat Is Missing I Have Gone Hunting“ auf The Empire Strikes Back (Glitterhouse 2007)
- „If This Hat Is Missing I Have Gone Hunting“ auf Between the Lines (More Songs from the Blue Bird Diaries) (Universal 2008)
- „You/Aurora/You/Seaside“ auf achtung music – new berlin talent (Berlin Music Commission 2008)
- „Busy Hope & Good Friday“ auf Palermo Shooting – O.S.T. (2008) als Konstantin Gropper
- „The World Needs a New...“ und „If This Hat Is Missing I Have Gone Hunting“ auf dem Soundtrack zu Contact High (2009)
- „Müllmädchen Marimba“, „Breathing Ringkauf“ sowie ein Remix von „Easy to Love“ (Slut) auf dem Soundtrack zu Same Same But Different (2010)
- „Oh Boy“ auf Oh Boy (Original Motion Picture Soundtrack) (2012)

### Kollaborationen
- Cello & Artwork auf „Branches Untangle“ – EP (Wallis Bird) (2006) als Konstantin Gropper
- Artwork (gemeinsam mit Maximillian Schenkel & Wallis Bird) für das Album „Spoons“ (Wallis Bird) (2007) als Konstantin Gropper.
- Cello auf „Golden“ (Maike Rosa Vogel) (2008) als Konstantin Gropper
- „Impresario“ (Get Well Soon Remix) des MBWTEYP-Songs (2008).
- Backing Vocals auf „Yonder“ (Sometree) (2009) als Konstantin Gropper
- „This Room (feat. Get Well Soon)“ auf Nennt es, wie ihr wollt von Mikroboy (2009)
- „Take Me to the Mountains“ (Get Well Soon Remix) des LCMDF-Songs (2011).
- Gesang auf „Where We Meet (Whores' Glory Poem)“ auf „Whores' Glory EP“: von Maike Rosa Vogel (2011) – als Konstantin Gropper.
- „Let's Write the Streets“ auf „Variations“: gemeinsam mit Hundreds (2011).
- Vibraphon auf „In Dictum“ (Wallis Bird) (2012) als Konstantin Gropper.
- Produktion & Musik (gemeinsam mit Markus Ganter) des Albums „Stracciatella Now“ des deutschen Rappers MUSO (2013) – als Konstantin Gropper.
- Produktion & Musik (gemeinsam mit Markus Ganter) des Albums „Hinterland“ des deutschen Rappers Casper (2013) – als Konstantin Gropper.
- Vibraphon auf „Dagobert“ (Dagobert) (2013) als Konstantin Gropper.
- Gitarre, Streicharrangement, Streichquartett, Ukulele, 12-string & Komposition auf „Afrika“ (Dagobert) (2015) als Konstantin Gropper.
- „Schulz & Böhmermann – The Original Soundtrack“ (gemeinsam mit Kat Frankie) (2016).
- Soundtrack der Netflix-Serie „How to sell drugs online fast“ (2019)[17]
- Soundtrack des Films „Wir können nicht anders“ (gemeinsam mit Alex Mayr) (2020).